# Desprim
Desprim falu Zágráb közigazgatási területén Horvátországban, a főváros déli részén. Ma Zágráb Brezovica városnegyedéhez tartozik.

## Fekvése
Zágráb városközpontjától 11 km-re délnyugatra, a Száva jobb partján fekvő síkságon, Goli Breg és Drežnik Brezovički között fekszik.

## Története
A település már a 18. században létezett. Az első katonai felmérés térképén „Deszprinje” néven található. Lipszky János 1808-ban Budán kiadott repertóriumában „Deszprin” néven szerepel. Nagy Lajos 1829-ben kiadott művében „Deszprin” néven 16 házzal és 126 katolikus lakossal találjuk.
1857-ben 97, 1910-ben 192 lakosa volt. Zágráb vármegye Nagygoricai járásához tartozott. 1941 és 1945 között a Független Horvát Állam része volt, majd a szocialista Jugoszlávia fennhatósága alá került. 1991-től a független Horvátország része. 1991-ben lakosságának 97%-a horvát nemzetiségű volt. 2011-ben 377 lakosa volt.

## Népessége
| Lakosság változása | Lakosság változása | Lakosság változása | Lakosság változása | Lakosság változása | Lakosság változása | Lakosság változása | Lakosság változása | Lakosság változása | Lakosság változása | Lakosság változása | Lakosság változása | Lakosság változása | Lakosság változása | Lakosság változása | Lakosság változása |
| ------------------ | ------------------ | ------------------ | ------------------ | ------------------ | ------------------ | ------------------ | ------------------ | ------------------ | ------------------ | ------------------ | ------------------ | ------------------ | ------------------ | ------------------ | ------------------ |
| 1857               | 1869               | 1880               | 1890               | 1900               | 1910               | 1921               | 1931               | 1948               | 1953               | 1961               | 1971               | 1981               | 1991               | 2001               | 2011               |
| 97                 | 141                | 134                | 160                | 172                | 192                | 212                | 240                | 236                | 240                | 231                | 246                | 220                | 230                | 330                | 377                |